# Lorenzo del Pino Morales
Lorenzo del Pino Morales (Sevilla, 17 de junio de 1974) es un exfutbolista español que jugaba de delantero.
Jugó en Primera División con el Sevilla F. C. y con el Atlético de Madrid.

## Carrera deportiva
Loren comenzó su carrera deportiva en el Sevilla B, con el que debutó, en Segunda División B, en la temporada 1995-96. En esa misma temporada jugó en el C. D. Utrera, también de la misma categoría, y vinculado al Sevilla.
En la temporada 1996-97 debuta con el Sevilla F. C. en Primera División. En esa temporada disputó 12 partidos, en los que marcó 4 goles. Al final de la misma, el Sevilla, descendió a Segunda División. Loren continuó en el club durante la temporada 1997-98, disputando 21 partidos a lo largo de la misma.
En 1998 ficha por el Atlético de Madrid, donde jugó principalmente en el filial, que se encontraba en Segunda División, aunque pudo disputar dos encuentros con el Atlético en Primera División. 
En 1999 regresa al Sevilla, volviendo a descender el club a Segunda, regresando a Primera sólo un año después, tras lograr la primera posición en Segunda División.
Finalmente, entre 2001 y 2003 juega en el Elche C. F., de Segunda División, siendo este su último club.

## Clubes
|  | Club                  | País   | Año         |
|  | --------------------- | ------ | ----------- |
|  | Real Betis            | España | 1989-1991   |
|  | C. D. Utrera (cedido) | España | 1995 - 1996 |
|  | Sevilla F. C.         | España | 1996 - 1998 |
|  | Atlético de Madrid    | España | 1998 - 1999 |
|  | Sevilla F. C.         | España | 1999 - 2001 |
|  | Elche C. F.           | España | 2001 - 2003 |